# Stanley-Cup-Playoffs 1938
Die Playoffs um den Stanley Cup des Jahres 1938 begannen am 22. März 1938 und endeten am 12. April 1938 mit dem 3:1-Erfolg der Chicago Black Hawks gegen die Toronto Maple Leafs. Die Black Hawks errangen somit ihren zweiten Titel nach 1934 und zugleich ihren vorerst letzten bis zum Jahre 1961. Zudem stellten sie in Person von ihrem Kapitän Johnny Gottselig einen der beiden Topscorer dieser Playoffs, während Gordie Drillon von den Maple Leafs die gleiche Anzahl an Scorerpunkten erreichte und darüber hinaus die Torschützenliste anführte. Ferner bestritten die Maple Leafs ihr drittes Finale in den letzten vier Jahren und mussten dabei die dritte Niederlage hinnehmen.

## Modus
Für die Playoffs qualifizierten sich die jeweils drei besten Teams der beiden Divisionen. Die beiden Divisionssieger spielten in einem ersten Halbfinale direkt einen der beiden Finalteilnehmer aus. Die vier übrigen Teams standen sich in zwei Viertelfinals gegenüber, wobei die beiden Divisionszweiten sowie die beiden Divisionsdritten aufeinandertrafen. Die Viertelfinals mündeten schließlich im zweiten Halbfinale, das den zweiten Finalteilnehmer ermittelte. Dabei wurde das erste Halbfinale sowie das Stanley-Cup-Finale im Best-of-Five-Modus ausgetragen, während in den Viertelfinalserien sowie der zweiten Halbfinalserie bereits zwei Siege zum Weiterkommen ausreichten und somit im Best-of-Three-Modus gespielt wurde.
In Serien mit Best-of-Five-Modus hatte das niedriger gesetzte Team in den ersten beiden Spielen Heimrecht, bevor die höher gesetzte Mannschaft drei Heimspiele in Folge bestritt. In Serien mit Best-of-Three-Modus wechselte das Heimrecht von Spiel zu Spiel, sodass die höher gesetzte Mannschaft im ersten und im entscheidenden dritten Spiel vor heimischem Publikum spielte. Anzumerken ist jedoch, das von der dargestellten Verteilung des Heimrechts aus verschiedenen Gründen regelmäßig abgewichen wurde.
Bei Spielen, die nach der regulären Spielzeit von 60 Minuten unentschieden blieben, folgte die Overtime. Sie endete durch das erste erzielte Tor (Sudden Death).

## Qualifizierte Teams
| Canadian Division - (C1) Toronto Maple Leafs - (C2) New York Americans - (C3) Canadiens de Montréal | American Division - (A1) Boston Bruins - (A2) New York Rangers - (A3) Chicago Black Hawks |

## Playoff-Baum
|  | Viertelfinale | Viertelfinale         | Viertelfinale       |                     |                    | Halbfinale | Halbfinale          | Halbfinale |  |  | Stanley-Cup-Finale | Stanley-Cup-Finale | Stanley-Cup-Finale |
|  |               |                       |                     |                     |                    |            |                     |            |  |  |                    |                    |                    |
|  |               |                       |                     |                     |                    |            |                     |            |  |  |                    |                    |                    |
|  |               |                       |                     |                     |                    |            |                     |            |  |  |                    |                    |                    |
|  | C1            | Toronto Maple Leafs   | 3                   |                     |                    |            |                     |            |  |  |                    |                    |                    |
|  | C1            | Toronto Maple Leafs   | 3                   |                     |                    |            |                     |            |  |  |                    |                    |                    |
|  |               |                       | A1                  | Boston Bruins       | 0                  |            |                     |            |  |  |                    |                    |                    |
|  |               |                       |                     | Boston Bruins       | 0                  |            |                     |            |  |  |                    |                    |                    |
|  |               |                       |                     |                     |                    |            |                     |            |  |  |                    |                    |                    |
|  |               |                       |                     |                     |                    |            |                     |            |  |  |                    |                    |                    |
|  |               |                       |                     |                     |                    | C1         | Toronto Maple Leafs | 1          |  |  |                    |                    |                    |
|  |               | A3                    | Chicago Black Hawks | 3                   |                    |            |                     |            |  |  |                    |                    |                    |
|  | C2            | New York Americans    | 2                   |                     |                    |            |                     |            |  |  |                    |                    |                    |
|  | A2            | New York Rangers      | 1                   |                     |                    |            |                     |            |  |  |                    |                    |                    |
|  | A2            | New York Rangers      | 1                   | C2                  | New York Americans | 1          |                     |            |  |  |                    |                    |                    |
|  |               |                       |                     | C2                  | New York Americans | 1          |                     |            |  |  |                    |                    |                    |
|  |               |                       | A3                  | Chicago Black Hawks | 2                  |            |                     |            |  |  |                    |                    |                    |
|  | C3            | Canadiens de Montréal | A3                  | Chicago Black Hawks | 2                  | 1          |                     |            |  |  |                    |                    |                    |
|  | C3            | Canadiens de Montréal |                     |                     |                    |            |                     |            |  |  |                    |                    |                    |
|  | A3            | Chicago Black Hawks   | 2                   |                     |                    |            |                     |            |  |  |                    |                    |                    |

## Viertelfinale

### (A2) New York Rangers – (C2) New York Americans
| 22. März 1938 | New York Rangers Cecil Dillon (1:30) | 1:2 n. V. (1:0, 0:1, 0:0, 0:0, 0:1) Spielbericht Stand: 0:1 | New York Americans Red Beattie (29:26) John Sorrell (81:25) | Madison Square Garden, New York City, New York |

| 24. März 1938 | New York Americans Tommy Anderson (32:23) John Sorrell (47:13) John Sorrell (57:58) | 3:4 (0:1, 1:2, 2:1) Spielbericht Stand: 1:1 | New York Rangers Bryan Hextall (29:26) Clint Smith (24:05) Alex Shibicky (28:37) Clint Smith (55:00) | Madison Square Garden, New York City, New York |

| 27. März 1938 | New York Rangers Alex Shibicky (26:27) Bryan Hextall (27:31) | 2:3 n. V. (0:0, 2:0, 0:2, 0:0, 0:0, 0:0, 0:1) Spielbericht Stand: 1:2 | New York Americans Lorne Carr (44:36) Nels Stewart (50:38) Lorne Carr (120:40) | Madison Square Garden, New York City, New York |

### (C3) Canadiens de Montréal – (A3) Chicago Black Hawks
| 22. März 1938 | Canadiens de Montréal Babe Siebert (10:58) Toe Blake (33:38) Cliff Goupille (38:45) Toe Blake (51:32) Toe Blake (57:32) Cliff Goupille (58:40) | 6:4 (1:1, 2:1, 3:2) Spielbericht Stand: 1:0 | Chicago Black Hawks Paul Thompson (1:31) Mush March (32:23) Johnny Gottselig (49:30) Cully Dahlstrom (51:51) | Forum de Montréal, Montréal, Québec |

| 24. März 1938 | Chicago Black Hawks Earl Seibert (17:58) Earl Seibert (50:06) Johnny Gottselig (53:34) Paul Thompson (59:59) | 4:0 (1:0, 0:0, 3:0) Spielbericht Stand: 1:1 | Canadiens de Montréal | Chicago Stadium, Chicago, Illinois |

| 26. März 1938 | Canadiens de Montréal Johnny Gagnon (28:52) Georges Mantha (52:46) | 2:3 n. V. (0:1, 1:0, 1:1, 0:1) Spielbericht Stand: 1:2 | Chicago Black Hawks Johnny Gottselig (18:24) Earl Seibert (58:34) Paul Thompson (71:49) | Forum de Montréal, Montréal, Québec |

## Halbfinale

### (A1) Boston Bruins – (C1) Toronto Maple Leafs
| 24. März 1938 | Toronto Maple Leafs George Parsons (81:31) | 1:0 n. V. (0:0, 0:0, 0:0, 0:0, 1:0) Spielbericht Stand: 1:0 | Boston Bruins | Maple Leaf Gardens, Toronto, Ontario |

| 26. März 1938 | Toronto Maple Leafs Pep Kelly (34:30) Gordie Drillon (48:57) | 2:1 (0:0, 1:0, 1:1) Spielbericht Stand: 2:0 | Boston Bruins Charlie Sands (47:37) | Maple Leaf Gardens, Toronto, Ontario |

| 24. März 1938 | Boston Bruins Bill Cowley (43:24) Bill Cowley (56:49) | 2:3 n. V. (0:0, 0:1, 2:1, 0:1) Spielbericht Stand: 0:3 | Toronto Maple Leafs Gordie Drillon (21:16) Pep Kelly (45:02) Gordie Drillon (70:04) | Boston Garden, Boston, Massachusetts |

### (C2) New York Americans – (A3) Chicago Black Hawks
| 29. März 1938 | New York Americans Nels Stewart (36:47) John Sorrell (55:52) Sweeney Schriner (59:08) | 1:2 n. V. (0:1, 1:0, 2:0) Spielbericht Stand: 1:0 | Chicago Black Hawks Carl Voss (5:19) | Madison Square Garden, New York City, New York |

| 31. März 1938 | Chicago Black Hawks Cully Dahlstrom (93:01) | 1:0 n. V. (0:0, 0:0, 0:0, 0:0, 1:0) Spielbericht Stand: 1:1 | New York Americans | Chicago Stadium, Chicago, Illinois |

| 3. April 1938 | New York Americans Lorne Carr (19:40) Red Beattie (56:29) | 2:3 (1:0, 0:2, 1:1) Spielbericht Stand: 1:2 | Chicago Black Hawks Earl Seibert (34:53) Alex Levinsky (37:43) Elwin Romnes (55:53) | Madison Square Garden, New York City, New York |

## Stanley-Cup-Finale

### (C1) Toronto Maple Leafs – (A3) Chicago Black Hawks
| 5. April 1938 | Toronto Maple Leafs Gordie Drillon (1:54) | 1:3 (1:1, 0:1, 0:1) Spielbericht Stand: 0:1 | Chicago Black Hawks Johnny Gottselig (19:08) Paul Thompson (21:51) Johnny Gottselig (52:08) | Maple Leaf Gardens, Toronto, Ontario |

| 7. April 1938 | Toronto Maple Leafs Gordie Drillon (1:42) Busher Jackson (26:10) Gordie Drillon (49:44) George Parsons (51:29) George Parsons (52:08) | 5:1 (1:1, 1:0, 3:0) Spielbericht Stand: 1:1 | Chicago Black Hawks Earl Seibert (8:31) | Maple Leaf Gardens, Toronto, Ontario |

| 10. April 1938 | Chicago Black Hawks Carl Voss (36:02) Elwin Romnes (55:55) | 2:1 (0:1, 1:0, 1:0) Spielbericht Stand: 2:1 | Toronto Maple Leafs Syl Apps (1:35) | Chicago Stadium, Chicago, Illinois |

| 12. April 1938 | Chicago Black Hawks Cully Dahlstrom (5:52) Carl Voss (36:45) Jack Shill (37:58) Mush March (56:24) | 4:1 (1:1, 2:0, 1:0) Spielbericht Stand: 3:1 | Toronto Maple Leafs Gordie Drillon (8:26) | Chicago Stadium, Chicago, Illinois |

### Stanley-Cup-Sieger
| Stanley-Cup-Sieger Chicago Black Hawks | Torhüter: Paul Goodman, Mike Karakas, Alfie Moore Verteidiger: Harold Jackson, Roger Jenkins, Virgil Johnson, Alex Levinsky, Bill MacKenzie, Earl Seibert, Art Wiebe Angreifer: Bert Connelly, Cully Dahlstrom, Johnny Gottselig (C), Mush March, Pete Palangio, Elwin Romnes, Jack Shill, Paul Thompson, Louis Trudel, Carl Voss Cheftrainer: Bill Stewart General Manager: Frederic McLaughlin |

## Beste Scorer
Abkürzungen: GP = Spiele, G = Tore, A = Assists, Pts = Punkte, PIM = Strafminuten; Fett: Bestwert
| Spieler          | Team         | GP | G | A | Pts | PIM |
| ---------------- | ------------ | -- | - | - | --- | --- |
| Gordie Drillon   | Toronto      | 7  | 7 | 1 | 8   | 2   |
| Johnny Gottselig | Chicago      | 10 | 5 | 3 | 8   | 4   |
| Earl Seibert     | Chicago      | 10 | 5 | 2 | 7   | 12  |
| Paul Thompson    | Chicago      | 10 | 4 | 3 | 7   | 6   |
| Mush March       | Chicago      | 9  | 2 | 4 | 6   | 14  |
| Elwin Romnes     | Chicago      | 10 | 2 | 4 | 6   | 2   |
| Roger Jenkins    | Chicago      | 10 | 0 | 6 | 6   | 8   |
| George Parsons   | Toronto      | 7  | 3 | 2 | 5   | 11  |
| Carl Voss        | Chicago      | 9  | 3 | 2 | 5   | 0   |
| Nels Stewart     | NY Americans | 6  | 2 | 3 | 5   | 2   |

## Beste Torhüter
Die kombinierte Tabelle zeigt die drei besten Torhüter in der Kategorie Gegentorschnitt sowie den jeweils Führenden in Shutouts und Siegen.
Abkürzungen: GP = Spiele, Min = Eiszeit (in Minuten), W = Siege, L = Niederlagen, GA = Gegentore, SO = Shutouts, GAA = Gegentorschnitt; Fett: Bestwert; Sortiert nach Gegentorschnitt.
Erfasst werden nur Torhüter mit 120 absolvierten Spielminuten.
| Spieler        | Team         | GP | Min    | W | L | GA | SO | GAA  |
| -------------- | ------------ | -- | ------ | - | - | -- | -- | ---- |
| Earl Robertson | NY Americans | 6  | 475:06 | 3 | 3 | 12 | 0  | 1,52 |
| Tiny Thompson  | Boston       | 3  | 211:35 | 0 | 3 | 6  | 0  | 1,70 |
| Mike Karakas   | Chicago      | 8  | 524:50 | 6 | 2 | 15 | 2  | 1,71 |